# Velká cena Intervize
Velká cena Intervize (rusky Конкурс песни «Интервидение») je evropská mezinárodní písňová soutěž. Vznikla jako reakce na západní Velkou cenu Eurovize. Původně byla vysílána každoročně v letech 1965 až 1968, později v letech 1977 a 1980, následně došlo k pokusu o její obnovení v roce 2008, ale zůstalo pouze u něj. Bude probíhat v roce 2025. Velkou cenu Intervize organizovala Mezinárodní organizace pro rozhlas a televizi v rámci vysílací sítě Intervize.

## Historie
V lednu 1960 Mezinárodní organizace pro rozhlas a televizi založila televizní síť Intervize (rusky Интервидение), síť měla sloužit k vzájemné výměně televizního obsahu národních televizí členských států podobně, jako docházelo a dochází k výměně obsahu v rámci Evropské vysílací unie. Intervizi založili televizní stanice Československa (ČST), Maďarska (MTV), Východního Německa (DFF) a Polska (TP). V roce 1961 do sítě vstoupila také televize Sovětského svazu (CT SSSR) a Bulharska (BNT), v roce 1962 pak Rumunska (TVR) a Mongolska (NMTV), v dalších letech se připojily Litva, Bělorusko, Moldavsko, Kuba, Finsko, Vietnam, Afghánistán a Jugoslávie.
Již v roce 1965 v rámci sítě Intervize vznikla hlavně z přičinění Československa Velká cena Intervize. Soutěž vznikla hlavně v reakci na to, že se země chtěla účastnit západní Velké ceny Eurovize, což ale nebylo dovoleno, protože podmínkou účasti bylo členství v Evropské vysílací unii a tehdejší podmínkou členství v EVU bylo, že členské státy byly součástí západního bloku. V prvním ročníku účinkovalo Československo, Jugoslávie, Maďarsko, Polsko, SSSR a Východní Německo. Další země později debutovaly. Soutěž se vysílala z Prahy pod záštitou Československé televize. Intervize se neúčastnily pouze východní státy, vystoupili v ní i zástupci Rakouska, Belgie, Finska, Španělska, Švýcarska, Západního Německa a Jugoslávie. Mimo bodování se účastnili soutěže zástupci západních zemí již v druhém ročníku. Soutěž se konala každoročně do roku 1968, kdy její konání bylo přerušeno vzhledem k událostem Pražského jara a vpádu vojsk Varšavské smlouvy.
V roce 1977 došlo ke společné dohodě členských států Intervize, že dojde k obnovení soutěže a že se tentokrát bude vysílat z polských Sopot, kde nahradí dosavadní mezinárodní hudební festival. Soutěž se však dočkala pouze čtyř dalších ročníků, když po soutěži v roce 1980 začaly v Polsku narůstat politické nepokoje umocňované hnutím Solidarita, které například toho roku vyvolalo stávku tisíců dělníků v Gdaňsku.
Rusko se pokusilo soutěž obnovit v roce 2008, kdy byl konán další ročník obnovené soutěže v ruském Soči, nápadem bylo, že by se po vzoru Eurovize pořádání soutěže v každém roce ujala země, která v předešlém roce zvítězila. Další ročník se však již nekonal, ačkoliv v květnu 2014 bylo oznámeno, že se soutěž vrátí ještě jednou a to v říjnu téhož roku, přičemž byl ročník ještě posunut na jaro 2015, ale přesto se nekonal. Na konci roku 2023 bylo oznámeno, že se má soutěž konat v roce 2024, přičemž ruský premiér Michail Mišustin oznámil, že se soutěž bude konat v Petrohradě. Ročník 2024 byl přesunut na rok 2025, viz příslušný článek.

## Účast

Účast zemí v soutěži po roce 1977 (nezahrnuje první čtyři ročníky):
Účastnily se aspoň jednou
Nikdy se neúčastnily, i když byly k tomu oprávněny
Měly se účastnit, ale rozhodnutí stáhly

| Země             | Debutový rok | Roky účasti                                    | Stav účasti                 | Počet vystoupení | Vítězství | Vysílatel |
| ---------------- | ------------ | ---------------------------------------------- | --------------------------- | ---------------- | --------- | --------- |
| Arménie          | 2008         | 2008                                           | stát neodstoupil            | 1                | 0         | AMRTV     |
| Ázerbájdžán      | 2008         | 2008                                           | stát neodstoupil            | 1                | 0         | İTV       |
| Belgie           | 1968         | 1968, 1979                                     | stát odstoupil po roce 1979 | 2                | 0         | VRT, RTBF |
| Bělorusko        | 2008         | 2008                                           | stát neodstoupil            | 1                | 0         | NDTRK RB  |
| Bulharsko        | 1966         | 1966, 1967, 1968, 1977, 1978, 1979, 1980       | stát odstoupil po roce 1980 | 7                | 1         | BNT       |
| Československo   | 1965         | 1965, 1966, 1967, 1968, 1977, 1978, 1979, 1980 | stát zanikl                 | 8                | 5         | ČST       |
| Finsko           | 1966         | 1966, 1967, 1968, 1977, 1978, 1979, 1980       | stát odstoupil po roce 1980 | 7                | 1         | YLE       |
| Jugoslávie       | 1965         | 1965, 1966, 1967, 1968, 1977, 1980             | stát zanikl                 | 6                | 0         | JRT       |
| Kanada           | 1978         | 1978                                           | stát odstoupil po roce 1978 | 1                | 0         | CBC       |
| Kazachstán       | 2008         | 2008                                           | stát neodstoupil            | 1                | 0         | ATV       |
| Kuba             | 1977         | 1977, 1979, 1980                               | stát odstoupil po roce 1980 | 3                | 0         | ICRT      |
| Kyrgyzstán       | 2008         | 2008                                           | stát neodstoupil            | 1                | 0         | KTR       |
| Lotyšsko         | 2008         | 2008                                           | stát neodstoupil            | 1                | 0         | LTV       |
| Maďarsko         | 1965         | 1965, 1966, 1967, 1968, 1977, 1978, 1979, 1980 | stát odstoupil po roce 1980 | 8                | 0         | MTV       |
| Maroko           | 1979         | 1979                                           | stát odstoupil po roce 1979 | 1                | 0         | SNRT      |
| Moldavsko        | 2008         | 2008                                           | stát neodstoupil            | 1                | 0         | TRM       |
| Nizozemsko       | 1980         | 1980                                           | stát odstoupil po roce 1980 | 1                | 0         | NOS       |
| Polsko           | 1965         | 1965, 1966, 1967, 1968, 1977, 1978, 1979, 1980 | stát odstoupil po roce 1980 | 8                | 1         | TVP       |
| Portugalsko      | 1979         | 1979                                           | stát odstoupil po roce 1979 | 1                | 0         | RTP       |
| Rakousko         | 1968         | 1968                                           | stát odstoupil po roce 1968 | 1                | 0         | ORF       |
| Rumunsko         | 1968         | 1968, 1977, 1979, 1980                         | stát odstoupil po roce 1980 | 4                | 0         | TVR       |
| Rusko            | 2008         | 2008                                           | stát neodstoupil            | 1                | 0         | C1R       |
| Sovětský svaz    | 1965         | 1965, 1966, 1967, 1968, 1977, 1978, 1979, 1980 | stát zanikl                 | 8                | 2         | CT SSSR   |
| Španělsko        | 1968         | 1968, 1977, 1978, 1979, 1980                   | stát odstoupil po roce 1980 | 5                | 0         | TVE       |
| Švýcarsko        | 1968         | 1968, 1980                                     | stát odstoupil po roce 1980 | 2                | 0         | SRG SSR   |
| Tádžikistán      | 2008         | 2008                                           | stát neodstoupil            | 1                | 1         | TVT       |
| Turkmenistán     | 2008         | 2008                                           | stát neodstoupil            | 1                | 0         | TTV       |
| Ukrajina         | 2008         | 2008                                           | stát neodstoupil            | 1                | 0         | NTU       |
| Východní Německo | 1965         | 1965, 1966, 1967, 1968, 1977, 1978, 1979, 1980 | stát zanikl                 | 8                | 0         | DFF       |
| Západní Německo  | 1968         | 1968                                           | stát odstoupil po roce 1968 | 1                | 0         | ARD, ZDF  |

## Konání

### Uskutečněné soutěže
| Ročník                                   | Datum                  | Místo konání | Vítězný interpret  | Vítězná píseň                                  | Vítězný stát   |
| ---------------------------------------- | ---------------------- | ------------ | ------------------ | ---------------------------------------------- | -------------- |
| 1965                                     | 12. června             | Praha        | Karel Gott         | Tam, kam chodí vítr spát                       | Československo |
| 1966                                     | 25. červen             | Bratislava   | Lili Ivanovová     | Adagio                                         | Bulharsko      |
| 1967                                     | 17. červen             | Bratislava   | Eva Pilarová       | Rekviem                                        | Československo |
| 1968                                     | 22. červen             | Karlovy Vary | Karel Gott         | Proč ptáci zpívají?                            | Československo |
| V letech 1969 až 1976 se soutěž nekonala |                        |              |                    |                                                |                |
| 1977                                     | 24. srpna až 27. srpna | Sopoty       | Helena Vondráčková | Malovaný džbánku                               | Československo |
| 1978                                     | 23. srpna až 26. srpna | Sopoty       | Václav Neckář      | Patrik                                         | Československo |
| 1978                                     | 23. srpna až 26. srpna | Sopoty       | Alla Pugačevová    | Всё могут короли (Králové mohou všechno)       | Sovětský svaz  |
| 1979                                     | 22. srpna až 25. srpna | Sopoty       | Czesław Niemen     | Nim przyjdzie wiosna (Než přijde jaro)         | Polsko         |
| 1980                                     | 20. srpna až 23. srpna | Sopoty       | Marika Gombitová   | Chcem sa s tebou deliť (Chci se s tebou dělit) | Československo |
| 1980                                     | 20. srpna až 23. srpna | Sopoty       | Marion Rungová     | Hyvästi yö? (Kde je láska?)                    | Finsko         |
| 1980                                     | 20. srpna až 23. srpna | Sopoty       | Nikolaj Gnatjuk    | На встречу осени (Na setkání s podzimem)       | Sovětský svaz  |
| V letech 1981 až 2007 se soutěž nekonala |                        |              |                    |                                                |                |
| 2008                                     | 28. srpna až 31. srpna | Soči         | Tahmina Nijazova   | Занги телефон (Telefonní hovor)                | Tádžikistán    |

### Plánované soutěže
| Ročník | Datum           | Místo konání |
| ------ | --------------- | ------------ |
| 2015   | nebylo vysíláno | Soči         |
| 2024   | nebylo vysíláno | Petrohrad    |
| 2025   | bude oznámeno   | Moskva       |

### Ročník 1983
Polský zpěvák Zbigniew Wodecki veřejně uvedl, že se účastnil ročníku Velké ceny Intervize 1983, který se měl konat v Praze a kde měl podle svých slov zvítězit s písní Lubię wracać tam gdzie byłem (česky Rád se vracím tam, kde jsem byl). Tento ročník však není uváděn v žádné dostupné dokumentaci, ani v jiném relevantním zdroji, který by existenci ročníku prokazoval. Lze tak důvodně předpokládat, že se ročník nekonal a Wodecki si spletl svou účast s jinou hudební soutěží. Teorii by dokazovala skutečnost, že v žádné zemi , která by se ročníku mohla účastnit (např. Československo a Sovětský svaz se účastnily všech ročníků do svého rozpadu), neexistují jakékoliv důkazy o jejich reprezentaci.

## Vítězství podle zemí
| Země           | Vítězství | Roky                               |
| -------------- | --------- | ---------------------------------- |
| Československo | 6         | 1965, 1967, 1968, 1977, 1978, 1980 |
| Sovětský svaz  | 2         | 1978, 1980                         |
| Bulharsko      | 1         | 1966                               |
| Polsko         | 1         | 1979                               |
| Finsko         | 1         | 1980                               |
| Tádžikistán    | 1         | 2008                               |